# Cá tầm trắng
Cá tầm trắng (danh pháp hai phần: Acipenser transmontanus) là một loài cá tầm. Loài cá này sinh sống dọc theo bờ biển phía tây của Bắc Mỹ từ quần đảo Aleutia đến Trung California.
Nó là loài cá nước ngọt lớn nhất ở Bắc Mỹ và là loài cá tầm lớn thứ ba, sau cá tầm Beluga và cá tầm Kaluga. Cá tầm trắng được biết đến để đạt được một kích thước tối đa là 816 kg (£ 1.799) và 6,1 m (20 ft).
Cá tầm lớn nhất đánh bắt trên hồ sơ được đánh bắt trên sông Fraser, British Columbia, và nặng khoảng 498,9 kg và dài 12 feet, 4 inch (3,75 m). Con cá tầm này được đánh bắt bởi Michael Snell Salisbury, Anh, và sau đó được thả.